# Pablo Rodríguez (periodista)
Pablo Esteban Rodríguez (Quito, Ecuador, 15 de febrero de 1977 - Ibidem, 20 de marzo de 2021) fue un periodista y gestor cultural ecuatoriano.

## Trayectoria
Trabajó como reportero en los diarios El Telégrafo, Hoy y Últimas Noticias, así como en diversas revistas impresas y digitales independientes, donde escribió sobre la escena musical de su país. Ejerció además como locutor y productor radial en diversas estaciones locales como radio La Luna, Distrito FM, Radio Pública del Ecuador y en el canal Hoy TV.
Como promotor cultural, apoyó durante el siglo XXI a la difusión del festival Al Sur del Cielo, concierto gratuito de rock que se celebra cada fin de año en la ciudad de Quito desde 1987, y sobre el que editaría el libro Concha Acústica: cuatro décadas de historia, publicado en 2014, con la colaboración de diversos gestores del festival y músicos como Diego Brito (1971-2020), Jaime Guevara, Ramiro Acosta, Jorge Pauta y otros. En 2019 publicó Charlas de Rock, trabajo antológico de entrevistas a distintos protagonistas del rock ecuatoriano.
Falleció el 20 de marzo de 2021 por complicaciones asociadas al Covid-19.

## Obras
- Concha Acústica: cuatro décadas de historia (2014)
- Charlas de Rock Volumen 1 (2019)

### Radio y televisión
- Hoy Music (Hoy TV)
- La Luna Negra (La Luna FM)
- Al Sur del Cielo radio (Radio Pública de Ecuador)
- Distrito Rock (Distrito FM)